# 沙坪水库
沙坪水库是中国福建省三明市宁化县河龙乡境内的一座水库，位于九龙溪支流东溪上，建于1984年。水库正常库容为980万立方米，集雨面积为23平方千米，海拔为464.5米。